# Sân bay Donoi
Sân bay Donoi là một sân bay công cộng nằm tại Uliastai, tỉnh lị tỉnh Zavkhan tại Mông Cổ. Nó cũng được gọi là Sân bay Uliastai Mới.

## Điểm đến
| Hãng hàng không | Các điểm đến |
| --------------- | ------------ |
| Aero Mongolia   | Ulan Bator   |